# 신포자충류
신포자충류(新胞子蟲類)는 정단복합체충문에 속하는 신포자충목(Neogregarinorida) 원생생물의 총칭이다. 곤충을 감염시키는 신포자충목의 종들은 주로 체지방과 혈액림프, 표피 세포층, 창자 또는 말피기관 속에서 발견된다. 가장 흔하게 감염되는 곳은 체지방이다.

## 하위 분류
신포자충목은 6과 13속으로 분류한다. 모식속은 오프리오시스티스속(Ophryocystis)이다.
- Caulleryellidae
- Gigaductidae
- Lipotrophidae
- Ophryocystidae
- Schizocystidae
- Syncystidae